# Zwara Airport
Zwara Airport är en flygplats i Libyen. Den ligger i den nordvästra delen av landet, 110 km väster om huvudstaden Tripoli.
Terrängen runt Zwara Airport är mycket platt. Havet är nära Zwara Airport åt nordost. Runt Zwara Airport är det ganska glesbefolkat, med 50 invånare per kvadratkilometer. Närmaste större samhälle är Zuwārah, 6,6 km öster om Zwara Airport. 